# Rudolf Klement
Rudolf Alois Klement (* 4. November 1908 in Hamburg; † Juli 1938 in Frankreich) war ein deutscher Kommunist und Sekretär Leo Trotzkis.
Klement war Mitglied der KPD bis zu seinem Ausschluss 1932. Im Frühjahr 1933 reiste er nach Prinkipo, um als Trotzkis Assistent und Übersetzer zu arbeiten. Im Jahr 1938 war er für die trotzkistische Bewegung in Frankreich tätig. Am 12. Juli 1938 verschwand er plötzlich, Ende August wurden Teile seiner Leiche in der Seine gefunden.
Früh äußerten seine Genossen den Verdacht, Klement sei ein Opfer der stalinistischen Geheimpolizei NKWD geworden. Aber erst 1994 nannte dann der NKWD-Agentenführer Pawel Sudoplatow, der von Stalin mit der Verfolgung und Ermordung Trotzkis und seiner Anhänger beauftragt war, Alexander Taubman (alias „Semjonow“) „einen der Helfer bei der Liquidation von Rudolf Klement in Paris 1938“. In der amerikanischen Originalausgabe seines Buches verwies Sudoplatow zudem auf zwei weitere Agenten, einen nicht namentlich genannten früheren Offizier der türkischen Armee und Aleksander Korotkow, die in Paris bereits gemeinsam einen Mordauftrag ausgeführt hatten. „Unser junger Agent Taubman … gewann das Vertrauen Rudolf Klements“ und „war anderthalb Jahre lang Klements Assistent.“ Eines Abends lud er Klement zu einem Essen in einer Wohnung am Boulevard St. Michel ein, „wo ihn der Türke und Korotkow erwarteten. Der Türke erdolchte ihn, schnitt ihm den Kopf ab, packte den Leichnam in einen Koffer und warf ihn in die Seine. Klements enthaupteter Körper wurde entdeckt und von der französischen Polizei identifiziert, aber da waren Taubman, Korotkow und der Türke weit weg von Paris, auf ihrem Weg nach Moskau.“